# Kasin
Kasin is een bestuurslaag in het regentschap Malang van de provincie Oost-Java, Indonesië. Kasin telt 12.276 inwoners (volkstelling 2010).